# Beyşehir Gölü
Der Beyşehir Gölü  (Beyşehir-See) ist der drittgrößte See der Türkei.
Der See liegt am Westrand Mittelanatoliens in den Provinzen Isparta und Konya, Seine Fläche misst 651 km², seine Länge 45 km und seine breiteste Stelle 25 km. Seine maximale Tiefe beträgt 10 m. In seinem Umfeld befinden sich Erhebungen von über 2000 Metern. Die Höhe über dem Meeresspiegel ist 1.115 m. Um die Konya-Ebene zu bewässern, ist in der Nähe der Ortschaft Beyşehir ein großer Regler installiert. 
Die Basis des Sees sind Niederschläge, die sich im Neogen angesammelt haben. Weitere Eigenschaften des Beyşehir-Sees sind mehrere Inseln und außerdem der hohe Fischbestand in dem Süßwassersee. Einige der Inseln sind İğdeli, Akburun, Kızkulesi, Mada, Yılanlı und Külbent.

## Sehenswertes
Östlich des Sees liegt das hethitische Quellheiligtum Eflatun Pınar, im Südosten das hethitische Relief Fasıllar. Im Südwesten des Sees befinden sich die Überreste des Kubadabad-Palastes, der vom seldschukischen Sultan Kai Kobad I. errichtet worden ist.